# Hector Guimard

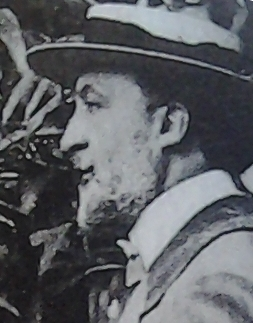
Hector Guimard

Hector Guimard (Lyon, 10 maart 1867 – New York, 20 mei 1942) was een Frans architect die wordt beschouwd als de belangrijkste vertegenwoordiger van de art nouveau in Frankrijk. Hij had zijn eigen rol binnen de art nouveau, maar kreeg geen volgelingen, liet geen school na en werd daarom lange tijd als een ondergeschikte binnen de beweging beschouwd. Het feit dat hij geen volgelingen kreeg stond in contrast met de grote overdaad van zijn architectonische en decoratieve werk.

## Studietijd
Guimard ontdekte tijdens zijn architectuurstudie de theorieën van Eugène Viollet-le-Duc uit 1863, die de basis van de art nouveau legden. De bekering van Guimard tot de stijl zelf was nogal plotseling. Dat gebeurde tijdens een reis naar Brussel, waar hij een bezoek bracht aan het Hotel Tassel van Victor Horta. Het karakteristieke werk uit deze tijd, Castel Béranger uit 1898, door Guimard ontworpen, illustreert dit overgangsmoment waarop twee stijlen elkaar ontmoetten: de middeleeuws geïnspireerde geometrische volumes van de ruwbouw werden met de uit België geïmporteerde organische lijn overdekt, de 'zweepslag'.

## In een klap beroemd
Castel Béranger maakte Guimard van de ene op de andere dag beroemd en het grote aantal opdrachten stelde hem in staat zijn streven naar schoonheid steeds verder te verfijnen. De harmonie en in het bijzonder de stilistische continuïteit, een van de grote idealen van de art nouveau, leidde bij hem tot een bijna totalitaire opvatting van de inrichting, die zijn hoogtepunt bereikte in 1909 met het hôtel Guimard, een huwelijksgeschenk aan zijn rijke vrouw, waarin de ovale kamers zo hun eigen eisen stelden aan de meubels die voor een deel in het gebouw werden geïntegreerd.
Lichtkoepels zijn in tegenstelling tot het werk van Victor Horta bij Guimard vrijwel afwezig, behalve dan in zijn latere hôtel Mezzara, uit 1911, maar verder experimenteerde Guimard net zo veel als Horta. Hij deed dat bijvoorbeeld bij het Coilliot-huis, in 1898 bij de dubbele façade van la Bluette met zijn prachtige harmonie, in 1899 bij het Castel Henriette en in 1905 bij het Castel d’Orgeval, een radicale uiting van een asymmetrische 'vrije plattegrond', vijfentwintig jaar voor de leer van Le Corbusier. Symmetrie is overigens niet verboden: in het prachtige hôtel Nozal, uit 1905, gebruikt hij weer de rationele indeling met een rechthoekige plattegrond, zoals Eugène Viollet-le-Duc die voorstond.
Vernieuwingen op het gebied van structuur ontbreken ook niet, zoals in de bijzondere concertzaal Humbert-de-Romans uit 1901, waar een ingewikkelde constructie de geluidsgolven breekt, met een perfecte akoestiek als gevolg, of zoals in het hôtel Guimard uit 1909, waarbij dragende buitenmuren door de kleine afmetingen van het perceel niet nodig waren en zo een vrije indeling van het interieur mogelijk was, op iedere verdieping weer anders.
Guimard ontwierp de beroemde ingangen van de Metro van Parijs, modulaire constructies waar het principe van 'de versiering als onderdeel van de structuur' van Eugène Viollet-le-Duc in is te herkennen. Hij herhaalt dat idee, maar met minder succes, in 1907 met een catalogus met gietijzeren elementen, bestemd voor de bouw: Fontes Artistiques, Style Guimard.
Net zoals zijn architectuur als geheel, komen de ontwerpen van zijn objecten in wezen voort uit hetzelfde ideaal van de continuïteit van de vorm, hetgeen de mogelijkheid biedt alle praktische functies in een enkel object samen te brengen. Voorbeelden daarvoor zijn de Vase des Binelles, uit 1903 en de lijn, zoals in de ontwerpen van zijn meubels, met hun ranke en evenwichtige omtrekken.
Zijn stijl was duidelijk aan de plantenwereld ontleend, terwijl het toch abstract blijft. Wilde omlijstingen en drukke wervelingen overdekken zowel steen als hout. Guimard maakte ook in twee dimensies abstracte composities, die in glas-in-lood: hôtel Mezzara uit 1903, in keramische panelen: maison Coilliot uit 1898, in smeedijzer: Castel Henriette uit 1899, op behang: Castel Béranger uit 1898 en op doek: hôtel Guimard uit 1909, werden uitgevoerd.

## In de vergetelheid, maar opnieuw ontdekt
De wereld keerde zich ondanks de veelheid van zijn artistieke vernieuwingen in allerlei richtingen toch van Guimard af. Als waardig vertegenwoordiger van de art nouveau was hij zelf slachtoffer van de tegenstrijdigheden eigen aan de idealen van de beweging. Het merendeel van zijn werk was bovendien voor de meeste mensen te duur. Vrijwel niemand wist dat hij in 1942 in New York was overleden, waar hij uit angst voor de oorlog, zijn vrouw was Joods, was gaan wonen.
Verschillende liefhebbers begonnen in de jaren 1960-1970, toen al veel van zijn metrotoegangen waren weggehaald, zijn werk te herontdekken. Al is het grootste deel van dit werk inmiddels klaar, toch blijft, zo'n honderd jaar na de bloeitijd van de art nouveau, het merendeel van de gebouwen van Guimard voor het publiek gesloten en is er in Frankrijk geen museum aan hem gewijd.

## Metro van Parijs
Toen Édouard Empain de concessie verwierf voor de aanleg van de Metro van Parijs, gunde hij de opdracht om de toegangen te ontwerpen, de bouches de métro, aan Guimard, toch een adept van de art nouveau.
Empain steunde hem in zijn ontwerpen tegen de publieke opinie in. De metrotoegangen werden een halve eeuw ondergewaardeerd, totdat de algemene mening erover veranderde en Guimard werd erkend. Er waren er tegen de jaren 1960 al heel wat van verdwenen, maar er bleven er toch nog ongeveer zestig over die als monument worden beschermd. Men is gaan inzien dat ze een vaste plaats in Parijs verdienden.

## Chronologie
- 1882: École des Arts Décoratifs de Paris met Charles Genuys als docent
- 1885: École des Beaux Arts in Parijs
- 1889: Wereldtentoonstelling in Parijs: pavillon de l'électricité
- 1891: docent aan de École des Arts Décoratifs, tot in 1900
- Hôtel Roszé – rue Boileau, 16e arrondissement van Parijs
- 1894: Hôtel Jassedé – rue Chardon-Lagache
  - Hôtel Delfau – rue Molitor
  - ontmoeting met Paul Hankar
  - Chapelle Devos-Logie et Mirand-Devos op het cimetière des Gonards in Versailles
- 1895: Atelier Carpeaux – boulevard Exelmans, Parijs
  - École du Sacré Cœur
  - ontmoeting met Victor Horta
  - begin van de bouw van Castel Béranger – rue La-Fontaine, Parijs,  gebouw met woningen voor bemiddelde huurders
- 1896: La Hublotière – Vésinet.[15]
- 1897: Hector Guimard neemt zijn intrek in Castel Béranger.
- 1898: Castel Béranger is voltooid en krijgt van zijn tijdgenoten de bijnaam dérangé: misplaatst of gestoord.
- 1899: Villa Bluette – Hermanville, Calvados
  - muziekcafé Au grand Neptune – quai d'Auteuil, 16e arrondissement van Parijs
- 1900: Maison Coilliot – 14, rue Fleurus in Rijsel
  - bouw van de métro-ingangen en –stationsgebouwen in Parijs
- 1901: Salle Humbert-de-Romans – Parijs
  - Castel Henriette – rue des Binelles, Sèvres, Hauts-de-Seine
- 1903: Castel Val – 4, rue des Meulières, Auvers-sur-Oise
  - Villa La Sapinière – Hermanville
- 1904: Castel Orgeval – Villemoisson-sur-Orge
- Hôtel Léon Nozal – 16e arrondissement van Parijs
  - Chalet Blanc – 2, rue du Lycée, Sceaux
  - Castel Orgeval – 2 avenue de la Mare-Tambour, Villemoisson-sur-Orge
- 1905: Hôtel Deron Levet, Sceaux
- 1909: Trémois-gebouw – rue Agar
  - Hector Guimard trouwt met Adeline Oppenheim.
  - Hôtel Guimard – 16e arrondissement van Parijs
- 1910: Hôtel Mezzara – 60, rue La Fontaine, 16e arrondissement van Parijs
- 1913: Synagogue de la rue Pavée à Paris – 10, rue Pavée in het 4e arrondissement van Parijs
  - Villa Hemsy – 3, rue Crillon, Saint-Cloud
- 1924: Villa Flore – avenue Mozart, 16e arrondissement van Parijs
- 1926: appartementengebouw – rue Henri Heine, Parijs
- 1928: appartementengebouw – rue Greuze, Parijs
- 1938: Guimard en zijn vrouw verhuizen naar New York.

- Bibsys: 90231421
- Biblioteca Nacional de España: XX1151701
- Bibliothèque nationale de France: cb119921234 (data)
- Catàleg d'autoritats de noms i títols de Catalunya: 981058509424506706
- CiNii: DA0277591X
- Gemeinsame Normdatei: 118719408
- International Standard Name Identifier: 0000 0000 8150 7567
- KulturNav: ee94a8db-604a-4569-a5a7-d15ea2a08a3d
- Library of Congress Control Number: n50018581
- Nationale Bibliotheek van Letland: 000238046
- Base Léonore: 19800035/764/86868
- Nationale bibliotheek van Australië: 35156830
- Nationale Bibliotheek van Israël: 987007462891505171
- Nationale en Universitaire bibliotheek Zagreb: 000514601
- Nederlandse Thesaurus van Auteursnamen: 068398964
- RKD-Nederlands Instituut voor Kunstgeschiedenis: 113702
- SNAC: w63v02sh
- Système universitaire de documentation: 027996638
- Trove: 845352
- Union List of Artist Names: 500009835
- Virtual International Authority File: 71400445
- WorldCat: E39PBJp67Ywp43mrCTQvrJpMfq